# Übersbach
Übersbach est une ancienne commune autrichienne du district de Hartberg-Fürstenfeld en Styrie.

## Histoire

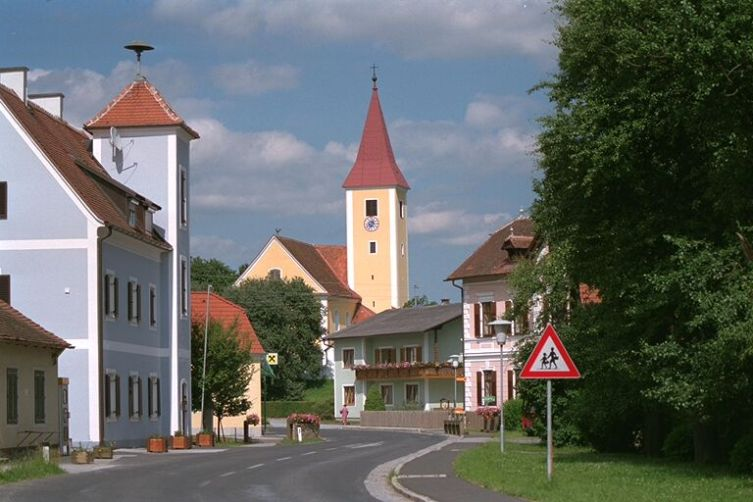
Übersbach